# Lac de Schwansen
Le lac de Schwansen (Schwansener See) est un lac de la région de Schwansen dans le Schleswig-Holstein en Allemagne septentrionale. Il fait partie du parc naturel du même nom dans l'arrondissement de Rendsburg-Eckernförde. Le village de Damp se trouve au sud, celui du Schönhagen (commune de Brodersby) au nord, Dörphof à l'ouest, tandis que la mer Baltique se trouve à l'est.
L'eau du lac de Schwansen est saumâtre. Il accueille plus de cinq mille oiseaux au printemps et en automne.